# Vizella tunicata
Vizella tunicata är en svampart som beskrevs av Gadgil 1995. Vizella tunicata ingår i släktet Vizella och familjen Vizellaceae.   Inga underarter finns listade i Catalogue of Life.